# Brisbane International 2019
Brisbane International 2019 - чоловічий і жіночий тенісний турнір, що проходив на відкритих кортах з твердим покриттям Queensland Tennis Centre у Брисбені, Квінсленд, Австралія. Належав до категорії 250 у рамках Туру ATP 2019 і категорії Premier у рамках Туру WTA 2019. Відбувся водинадцяте і тривав з 30 грудня 2018 до 6 січня 2019 року.

## Призові очки і гроші

### Розподіл очок
| Дисципліна                 | П   | Ф   | ПФ  | ЧФ  | 1/8 | 1/16 | Q   | Q3  | Q2  | Q1  |
| Одиночний розряд, чоловіки | 250 | 150 | 90  | 45  | 20  | 0    | 12  | Н/Д | 6   | 0   |
| Парний розряд, чоловіки    | 250 | 150 | 90  | 45  | 0   | Н/Д  | Н/Д | Н/Д | Н/Д | Н/Д |
| Одиночний розряд, жінки    | 470 | 305 | 185 | 100 | 55  | 1    | 25  | 18  | 13  | 1   |
| Парний розряд, жінки       | 470 | 305 | 185 | 100 | 1   | Н/Д  | Н/Д | Н/Д | Н/Д | Н/Д |

### Розподіл призових грошей
| Дисципліна                 | П        | Ф        | ПФ      | ЧФ      | 1/8     | 1/161  | Q3     | Q2     | Q1     |
| Одиночний розряд, чоловіки | $90,990  | $49,205  | $27,175 | $15,435 | $8,880  | $5,320 | Н/Д    | $2,575 | $1,285 |
| Парний розряд, чоловіки *  | $29,860  | $15,300  | $8,290  | $4,740  | $2,780  | Н/Д    | Н/Д    | Н/Д    | Н/Д    |
| Одиночний розряд, жінки    | $188,280 | $100,580 | $53,665 | $23,685 | $12,705 | $6,940 | $3,625 | $1,925 | $1,065 |
| Парний розряд, жінки *     | $48,330  | $25,820  | $14,110 | $7,180  | $3,900  | Н/Д    | Н/Д    | Н/Д    | Н/Д    |

1Кваліфаєри отримують і призові гроші 1/16 фіналу.

*на пару

## Учасники чоловічих змагань

### Сіяні
| Країна          | Гравець         | Рейтинг1 | Посіяний |
| --------------- | --------------- | -------- | -------- |
| Іспанія         | Рафаель Надаль  | 2        | 1        |
| Японія          | Кей Нісікорі    | 9        | 2        |
| Велика Британія | Кайл Едмунд     | 14       | 3        |
| Росія           | Данило Медведєв | 16       | 4        |
| Канада          | Мілош Раоніч    | 18       | 5        |
| Болгарія        | Григор Димитров | 19       | 6        |
| Австралія       | Алекс де Мінор  | 31       | 7        |
| Австралія       | Нік Киріос      | 35       | 8        |

- 1 Рейтинг подано станом на 24 грудня 2018.

### Інші учасники
Нижче наведено учасників, які отримали вайлдкард на участь в основній сітці:
- Алекс Болт
- Джеймс Дакворт
- Alexei Popyrin

Гравці, що потрапили в основну сітку, використавши захищений рейтинг:
- Енді Маррей
- Жо-Вілфрід Тсонга

Нижче наведено гравців, які пробились в основну сітку через стадію кваліфікації:
- Ugo Humbert
- Miomir Kecmanović
- Танасі Коккінакіс
- Ясутака Утіяма

Гравці, що потрапили в основну сітку як щасливий лузер:
- Таро Даніель

### Знялись з турніру
До початку турніру
- Рафаель Надаль → його замінив  Таро Даніель
- Міша Зверєв → його замінив  Йосіхіто Нісіока

## Учасники основної сітки в парному розряді

### Сіяні
| Країна    | Гравець        | Країна          | Гравець           | Рейтинг1 | Сіяний |
| --------- | -------------- | --------------- | ----------------- | -------- | ------ |
| США       | Боб Браян      | США             | Майк Браян        | 15       | 1      |
| Японія    | Бен Маклахлан  | Німеччина       | Ян-Леннард Штруфф | 40       | 2      |
| Фінляндія | Генрі Контінен | Австралія       | Джон Пірс         | 49       | 3      |
| США       | Ражів Рам      | Велика Британія | Джо Солсбері      | 51       | 4      |

- 1 Рейтинг подано станом на 24 грудня 2018.

### Інші учасники
Нижче наведено пари, які отримали вайлдкард на участь в основній сітці:
- Джеймс Дакворт /  Джордан Томпсон
- Алекс де Мінор /  Ллейтон Г'юїтт

## Учасниці

### Сіяні
| Країна     | Гравчиня            | Рейтинг1 | Посіяний |
| ---------- | ------------------- | -------- | -------- |
| Україна    | Еліна Світоліна     | 4        | 1        |
| Японія     | Наомі Осака         | 5        | 2        |
| США        | Слоун Стівенс       | 6        | 3        |
| Чехія      | Петра Квітова       | 7        | 4        |
| Чехія      | Кароліна Плішкова   | 8        | 5        |
| Нідерланди | Кікі Бертенс        | 9        | 6        |
| Росія      | Дарія Касаткіна     | 10       | 7        |
| Латвія     | Анастасія Севастова | 11       | 8        |

- 1 Рейтинг подано станом на 24 грудня 2018.

### Інші учасниці
Нижче наведено учасниць, які отримали вайлдкард на участь в основній сітці:
- Кімберлі Біррелл
- Прісцілла Хон[2]
- Саманта Стосур

Нижче наведено гравчинь, які пробились в основну сітку через стадію кваліфікації:
- Дестані Аява
- Марія Бузкова
- Гаррієт Дарт
- Анастасія Потапова

### Відмовились від участі
До початку турніру
- Каміла Джорджі → її замінила  Айла Томлянович

## Учасниці в парному розряді

### Сіяні
| Країна            | Гравчиня           | Країна            | Гравчиня          | Рейтинг1 | Сіяна |
| ----------------- | ------------------ | ----------------- | ----------------- | -------- | ----- |
| Чехія             | Барбора Крейчикова | Чехія             | Катерина Сінякова | 2        | 1     |
| Канада            | Габріела Дабровскі | КНР               | Сюй Їфань         | 22       | 2     |
| США               | Ніколь Мелічар     | Чехія             | Квета Пешке       | 28       | 3     |
| Китайський Тайбей | Чжань Хаоцін       | Китайський Тайбей | Латіша Чжань      | 45       | 4     |

- 1 Рейтинг подано станом на 24 грудня 2018.

### Інші учасниці
Нижче наведено пари, які отримали вайлдкард на участь в основній сітці:
- Дарія Гаврилова /  Кароліна Плішкова
- Елісе Мертенс /  Саманта Стосур

Нижче наведено пари, які отримали місце в основній сітці як заміни:
- Ольга Данилович /  Анастасія Потапова

### Відмовились від участі
До початку турніру
- Дарія Гаврилова (травма правого плеча)

## Переможці

### Одиночний розряд, чоловіки
- Кей Нісікорі —  Данило Медведєв, 6–4, 3–6, 6–2.

### Одиночний розряд, жінки
- Кароліна Плішкова —  Леся Цуренко, 4–6, 7–5, 6–2

### Парний розряд, чоловіки
- Маркус Даніелл /  Веслі Колгоф —  Ражів Рам /  Джо Солсбері, 6–4, 7–6(8-6).

### Парний розряд, жінки
- Ніколь Мелічар /  Квета Пешке —  Чжань Хаоцін /  Латіша Чжань, 6–1, 6–1